# Zdeněk Stromšík
Zdeněk Stromšík (Valašské Meziříčí, 25 novembre 1994) è un velocista ceco.
Viene da Poličná, ha iniziato con l'atletica a Uherské Hradiště. Dopo essere stato escluso dalla squadra del PSK Olymp Praha nel 2017, si allena a Ostrava.
È co-detentore del record nazionale ceco nei 100 metri, con un tempo di 10,16 secondi, che ha ottenuto il 18 luglio 2018 a Tábor. Allo stesso tempo, è anche detentore del record juniores ceco (con un tempo di 10"32 del 2013) sulla stessa pista e del record scolaro ceco nella corsa di 60 metri. Con l’aiuto del vento non consentito di 3,0 m/s, ha corso i 100 m ancora più velocemente, nel miglior tempo ceco nella storia di 10"11 secondi ai Czech Academic Games di Brno nel giugno 2018.
Vince la medaglia d’argento con la staffetta 4 x 100 m durante i Campionati europei under 23 di atletica leggera 2015.
Ha battuto il record nazionale della staffetta 4 x 100 m durante le World Relays 2019, poi il 15 giugno 2019, durante l'AtletiCAGenève, con 38.62.

## Palmarès
| Anno | Manifestazione      | Sede       | Evento      | Risultato        | Prestazione | Note |
| ---- | ------------------- | ---------- | ----------- | ---------------- | ----------- | ---- |
| 2010 | Olimpiadi giovanili | Singapore  | 100 m piani | Batteria         | 11"45       |      |
| 2012 | Mondiali juniores   | Barcellona | 100 m piani | Batteria         | 11"02       |      |
| 2012 | Mondiali juniores   | Barcellona | 4x100 m     | Batteria         | dq          |      |
| 2013 | Europei juniores    | Rieti      | 100 m piani | 4º               | 10"56       |      |
| 2015 | Europei indoor      | Praga      | 60 m piani  | Batteria         | 6"74        |      |
| 2015 | Europei U23         | Tallinn    | 100 m piani | Semifinale       | 10"45       |      |
| 2015 | Europei U23         | Tallinn    | 4x100 m     | Argento          | 39"38       |      |
| 2017 | Universiadi         | Taipei     | 100 m piani | Quarti di finale | 10"68       |      |
| 2018 | Mondiali indoor     | Birmingham | 60 m piani  | Batteria         | 7"41        |      |
| 2018 | Europei             | Berlino    | 100 m piani | Semifinale       | 10"37       |      |
| 2018 | Europei             | Berlino    | 200 m piani | Finale           | dns         |      |
| 2019 | Europei indoor      | Glasgow    | 60 m piani  | Semifinale       | 6"78        |      |
| 2019 | World Relays        | Yokohama   | 4x100 m     | Batteria         | 38"77       |      |
| 2019 | Universiadi         | Napoli     | 100 m piani | Semifinale       | 10"51       |      |
| 2019 | Universiadi         | Napoli     | 200 m piani | 8º               | 21"32       |      |
| 2019 | Universiadi         | Napoli     | 4x100 m     | 6º               | 40"54       |      |
| 2021 | Europei indoor      | Toruń      | 60 m piani  | Batteria         | 6"77        |      |
| 2021 | World Relays        | Chorzów    | 4x100 m     | Batteria         | dnf         |      |
| 2022 | Europei             | Monaco     | 100 m piani | Batteria         | 10"60       |      |
| 2022 | Europei             | Monaco     | 4x100 m     | Batteria         | 39"41       |      |
| 2023 | Europei indoor      | Istanbul   | 60 m piani  | Batteria         | 6"79        |      |
| 2024 | World Relays        | Nassau     | 4×100 m     | Batteria         | 39"31       |      |
| 2024 | Europei             | Roma       | 4×100 m     | Batteria         | 39"22       |      |